# Louisville (Mississippi)
Louisville è una città (city) degli Stati Uniti d'America, capoluogo della contea di Winston, nello Stato del Mississippi.